# BDJ Team
BDJ Team è una rivista online di odontoiatria, ad accesso aperto e sottoposta a revisione paritaria. Viene pubblicata da Nature Research per conto della Associazione dentistica britannica la cui rivista ufficiale è il British Dental Journal.
Il caporedattore è Stephen Hancocks. La rivista ha sostituito Vital, pubblicata tra il 2003 e il 2013.
Ogni numero include un'ora di formazione professionale continua (CPD) verificabile su argomenti raccomandati dal General Dental Council.